# Dendrophthora ternata
Dendrophthora ternata är en sandelträdsväxtart som beskrevs av Ignatz Urban. Dendrophthora ternata ingår i släktet Dendrophthora och familjen sandelträdsväxter. Inga underarter finns listade i Catalogue of Life.